# 筱竹属
筱竹属（学名：Thamnocalamus）是禾本科下的一个属，为灌木状竹。该属共有约4种，分布于喜马拉雅山区及中国西部。